# Riley Day
Riley Day (* 30. März 2000 in Beaudesert) ist eine australische Leichtathletin, die sich auf den Sprint spezialisiert hat.

## Sportliche Laufbahn
Ihren ersten Wettkampf bei internationalen Meisterschaften bestritt Riley Day bei den Commonwealth Youth Games 2017 in Nassau, bei denen sie in 23,42 s im 200-Meter-Lauf siegte und sich in 11,59 s die Silbermedaille über 100 Meter sicherte. Über 200 Meter qualifizierte sie sich damit für die Weltmeisterschaften in London, bei denen sie in 23,77 s im Vorlauf ausschied. 2018 nahm sie erstmals an den Commonwealth Games im heimischen Gold Coast teil und schied dort über 200 Meter in 23,24 s im Halbfinale aus. Zudem wurde sie mit der australischen 4-mal-100-Meter-Staffel im Finale disqualifiziert. Im Juli erreichte sie bei den U20-Weltmeisterschaften in Tampere im 100-Meter-Lauf das Halbfinale, in dem sie mit 11,67 s ausschied. Auch über 200 Meter erreichte sie das Halbfinale, in dem sie aber nicht mehr an den Start ging. Bei den IAAF World Relays 2019 in Yokohama belegte sie mit der 4-mal-100-Meter-Staffel in 44,62 s den sechsten Platz und daraufhin siegte sie bei den Ozeanienmeisterschaften in Townsville in 23,51 s über 200 Meter sowie in 44,47 s mit der Staffel. Anschließend erreichte sie bei der Sommer-Universiade in Neapel das Halbfinale über 200 Meter, in dem sie mit 23,56 s ausschied. Zudem gewann sie mit der Staffel in 43,97 s die Silbermedaille hinter der Schweiz. 2020 siegte sie in 23,82 s beim Sir Graeme Douglas International und im Jahr darauf siegte sie in 22,77 s beim Sydney Track Classic sowie in 23,22 s beim Queensland Track Classic. Über 200 m qualifizierte sie sich damit für die Olympischen Spiele in Tokio und gelangte dort bis ins Halbfinale und schied dort mit neuer Bestleistung von 22,56 s aus.
2018 wurde Day australische Meisterin im 100-Meter-Lauf und 2018 und 2021 siegte sie über 200 m. Sie ist Studentin an der Griffith University in Gold Coast.

## Persönliche Bestzeiten
- 100 Meter: 11,31 s (+1,3 m/s), 11. Juli 2021 in Cairns
- 200 Meter: 22,56 s (+0,3 m/s), 2. August 2021 in Tokio